# Курило, Фёдор Леонтьевич
Фёдор Леонтьевич Курило — советский хозяйственный, государственный и политический деятель, Герой Социалистического Труда.

## Биография
Родился в 1934 году в селе Сенное. Член КПСС.
С 1951 года — на хозяйственной, общественной и политической работе. В 1951—1994 гг. — ученик в Богодуховском ремесленном училище, кузнец 5-го разряда на трехтонном паровом молоте, наладчик кузнечно-прессового оборудования, слесарь, нагревальщик металла Ворошиловградского тепловозостроительного завода имени Октябрьской революции Министерства тяжёлого и транспортного машиностроения СССР.
Указом Президиума Верховного Совета СССР от 2 мая 1977 года присвоено звание Героя Социалистического Труда с вручением ордена Ленина и золотой медали «Серп и Молот».
Избирался депутатом Верховного Совета УССР 9-го созыва. Делегат XXIV и XXV съездов КПСС.
Живёт в Луганске.